# Live from Soundscape
Live from Soundscape ist ein Jazzalbum von Sun Ra. Die am 11. November 1979 im Veranstaltungsort Soundscape entstandenen Aufnahmen erschienen 1994 auf DIW Records in der Reihe „Live from Soundscape Series“.

## Hintergrund
1979 eröffnete Verna Gillis in Manhattan die multikulturelle Spielstätte Soundscape, die bis 1984 bestand. Live from Soundscape ist ein Live-Album des Jazzkomponisten, Bandleaders und Keyboarders Sun Ra und seines Arkestra, das dort 1979 aufgenommen wurde. Neben anderen Produktionen von Gillis aus dem Soundscape (etwa von Material, Frank Lowe und Arthur Rhames) wurde es 1994 auf dem japanischen DIW-Label veröffentlicht. Die Erstauflage des Albums enthielt eine Bonus-CD mit einem Vortrag von Sun Ra, den dieser ebenfalls am 11. November 1979 im Soundscape gehalten hatte.

## Titelliste
- Sun Ra: Live from Soundscape (DIW 388)[3]

CD 1
1. Astro Black 11:52
2. Where There Is No Sun 4:05
3. Living in the Space Age 2:03
4. Keep Your Sunny Side Up (Lew Brown, Buddy DeSylva, Ray Henderson) 2:52
5. D.27 12:36
6. Watusi 12:23
7. Space Is the Place 7:56
8. We Travel the Space Ways 7:33
9. On Jupiter, the Skies Are Always Blue 6:40

CD 2
1. The Possibility of Altered Destiny 01:12:40

Wenn nicht anders vermerkt, stammen die Kompositionen von Sun Ra.

## Rezeption
Nach Ansicht von Richard Cook und Brian Morton, die das Album (in der erweiterten Fassung) in The Penguin Guide to Jazz mit dreieinhalb Sternen auszeichneten, sei der erste Teil des Albums gewissermaßen Routine, doch die Bonus-CD mit dem uneditierten Vortrag von Sun Ra böte einen einzigartigen Einblick in dessen musikalisches Denken, wie es sich seit Space Is the Place entwickelt habe, aber in der allgemeinen Wahrnehmung stark von Blaxploitation-Klischees überlagert sei.
Sean Westergaard verlieh dem Album in Allmusic drei Sterne.